# 다이아몬드 에어크래프트
다이아몬드 에어크래프트 인더스트리스(Diamond Aircraft Industries)는 오스트리아 니더외스터라이히주 비너노이슈타트에 본사를 둔 일반 항공 항공기 및 모터 글라이더 제조업체이다. 2017년부터 중국 기업 완펑 항공의 자회사이다. 일반 항공 부문에서 세 번째로 큰 항공기 제조업체이며, 니더외스터라이히주와 캐나다 온타리오주에 운영 시설을 갖추고 있으며, 중국과 같은 다른 국가에서는 합작투자 형태로 추가 생산 라인을 운영하고 있다.
이 회사는 1981년 오스트리아 항공기 디자이너 볼프 호프만에 의해 설립되었으며, 당시에는 호프만 플루크초이크바우(Hoffmann Flugzeugbau)로 알려졌다. 최초의 항공기인 모터 글라이더는 처음에는 HK36 디모나로 알려졌으며, 상업적으로 성공을 거두었고, 이를 바탕으로 개선된 모델과 추가적인 항공기 유형이 개발되었다. 여러 차례 소유권 및 명칭 변경을 거쳐 1998년에 다이아몬드 에어크래프트 인더스트리스라는 이름을 갖게 되었다. 이때쯤 다이아몬드는 디모나, 다이아몬드 DA20, 개발 중인 다이아몬드 DA40을 포함한 다양한 경비행기를 생산하고 있었다.
2004년, 다이아몬드는 첫 번째 다중 엔진 항공기인 다이아몬드 DA42 트윈 스타를 선보였다. 정부 운영자들의 요구로 인해 에어로노틱스 디펜스 도미네이터가 개발되었는데, 이는 중고도 장시간 (MALE) 무인 항공기 (UAV)로 항공 감시에 사용되었다. 몇 년 동안 이 회사는 개인 및 군용 고객을 위한 단일 엔진 초경량 제트기인 다이아몬드 D-젯을 개발하고 있었다. 그러나 대침체로 인해 제트기 개발은 둔화되었고, 결국 2013년에 중단되었다.

## 역사

### 1980년대

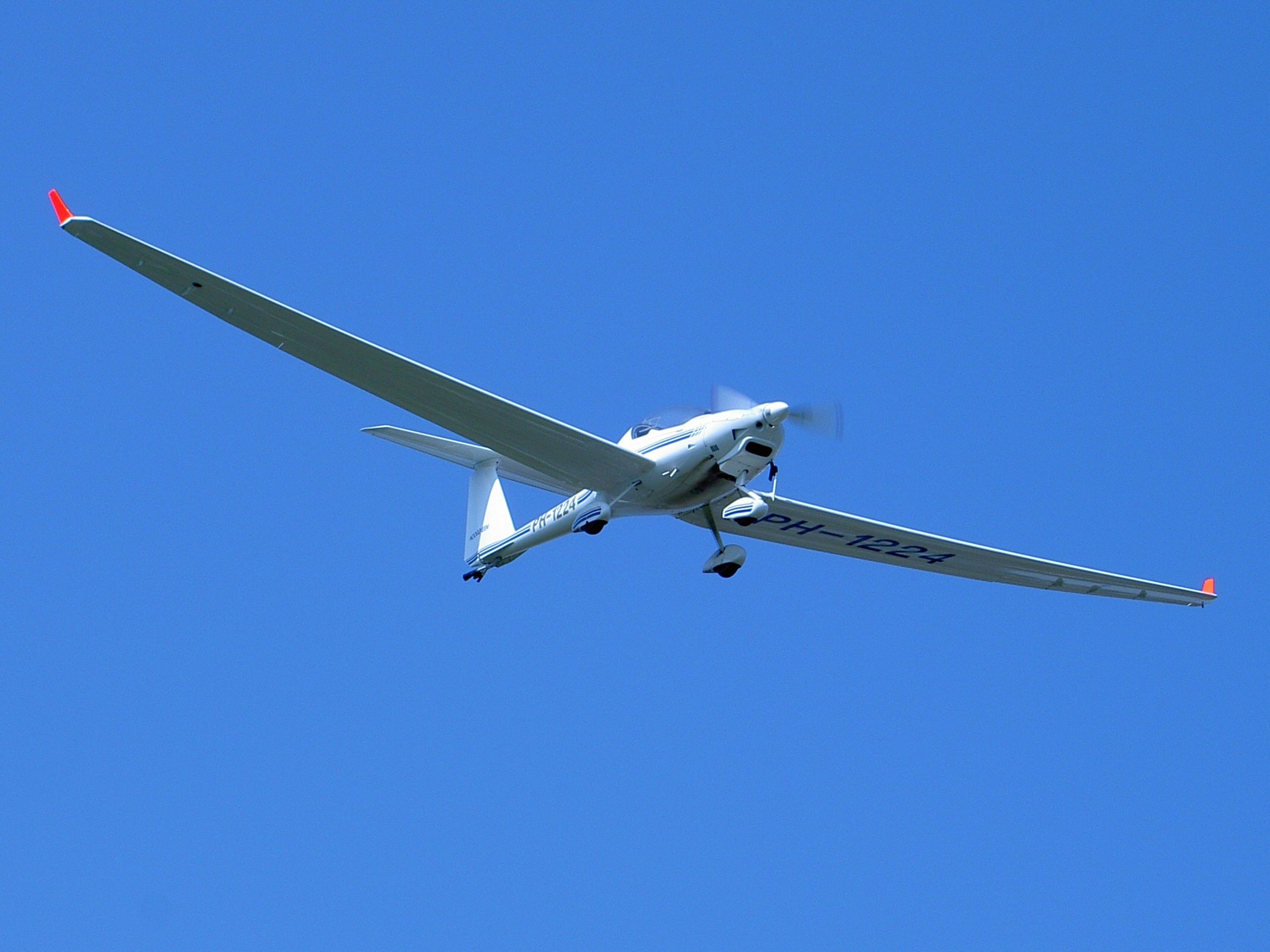
다이아몬드 HK36 슈퍼 디모나, 저익 2인승 모터 글라이더이자 회사의 첫 생산 항공기

1981년, 항공기 디자이너 볼프 호프만에 의해 새로운 회사인 호프만 플루크초이크바우(Hoffmann Flugzeugbau)가 오스트리아 케른텐주 프리에자흐에 설립되었다. 이 회사는 일반 항공 목적을 위한 주요 항공기 제조업체가 되겠다는 야망을 가지고 설립되었다. 회사의 미래 상무이사 마이클 파이니그(Michael Feinig)에 따르면, 회사의 경영진은 다양한 현대식 경비행기에 대한 시장이 존재하며, 당시 일반 항공 부문이 대부분 기존 제조업체의 오래된 설계로 지배되고 있다는 것을 인식했다. 항공전자 및 제조 기술의 혁신을 활용함으로써 유능한 경쟁자가 시장에 진입할 수 있었다.
호프만 플루크초이크바우는 제품군을 출시할 적절한 항공기를 신속하게 개발하기 시작했다. 이에 따라 1980년대 초, 이 회사는 2인승 전복합재 모터 글라이더의 생산을 시작했는데, 이는 처음에는 H36 디모나로 알려졌다. H36은 경쟁력 있는 가격으로 항공기의 품질과 성능을 모두 높이려는 회사의 야망을 보여주었다. 이 유형은 상대적으로 성공적이었고, 유럽에서 가장 많이 팔리는 모터 글라이더가 되었으며, 2004년까지 HK36 슈퍼 디모나 또는 익스트림으로 판매되는 4가지 별도의 디모나 버전이 출시되었다.
1985년, 회사는 호프만 에어크래프트 리미티드(Hoffman Aircraft Limited)로 이름이 변경되었고 지머링-그라츠-파우커 AG의 자회사가 되었으며, 이로 인해 회사의 본사는 빈으로 이전되었다. 1987년, 회사는 니더외스터라이히주 비너노이슈타트에 주 생산 시설을 재건립했다. 1980년대 후반, 정체성과 소유권의 다양한 기업 변화 속에서 회사의 경영진은 호프만의 제품 범위를 빠르게 확장하려는 목표를 향해 작업을 진행했다.

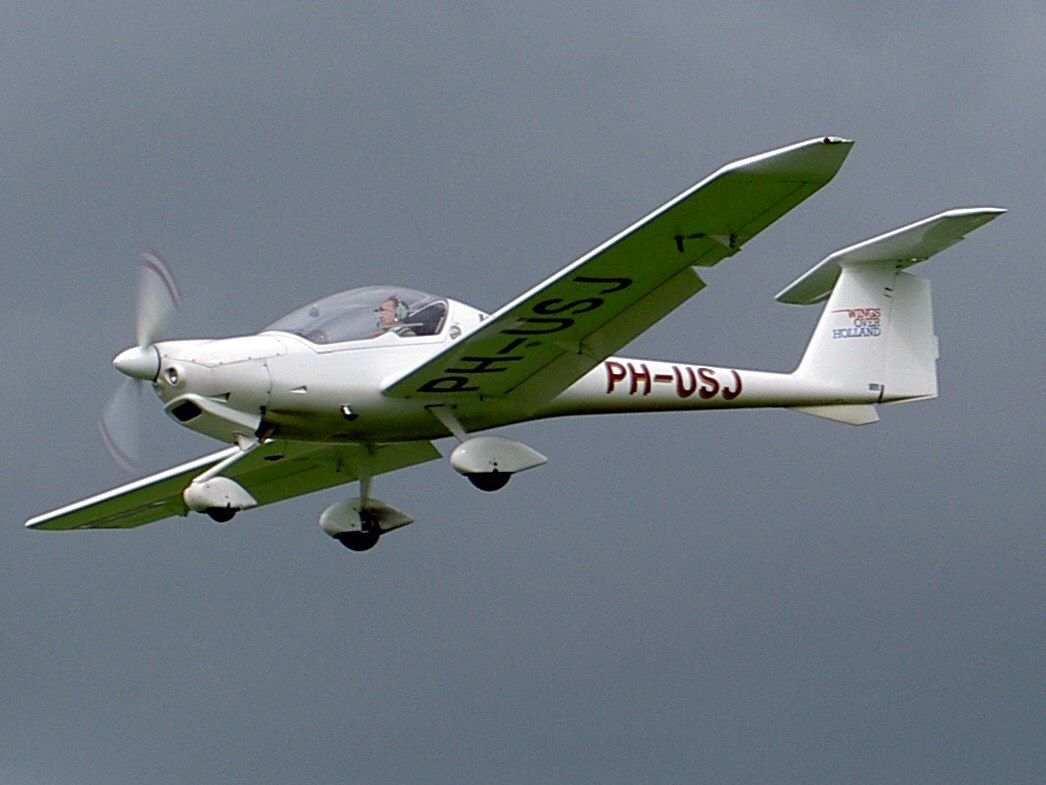
다이아몬드 DA20 카타나, 2인승 일반 항공 경비행기

이 사명에 따라, H36 디모나를 기반으로 하는 새로운 2인승 항공기인 HK36R을 개발하기로 결정되었다. 이로 인해 회사의 첫 생산 일반 항공 항공기인 로택스 912 엔진을 장착한 2인승 경비행기인 DV20 카타나가 생산되었다.

### 1990년대
1991년, 호프만의 모회사는 HOAC AG로 이름이 변경되었고 드라이스(Dries) 가족이 인수했다.
1992년, 경쟁이 치열한 북미 시장에서 확고한 입지를 구축하기 위한 조치로, 소유주 크리스티안 드라이스는 캐나다 온타리오주 런던 (온타리오주)에 두 번째 제조 시설을 설립하기로 결정했다. 이때쯤 회사는 유럽 시장에서의 지배력을 확고히 했다고 판단하고, 미국 운영자들에게도 받아들여지기를 모색했다. 1996년 이전에는 캐나다 지부가 디모나 에어크래프트(Dimona Aircraft)라는 이름으로 운영되었으며, 1996년에 다이아몬드 에어크래프트(Diamond Aircraft)로 변경되었고, 모회사는 이 시기에도 HOAC로 남아 있었다.
1993년, 오스트리아에서 제작된 DV20 카타나는 인증을 받아 서비스 개시가 허가되었다. 항공우주 출판물 플라이트 인터내셔널에 따르면, DV20은 "다이아몬드를 경비행기 분야에서 진지한 경쟁자로 확인시켜 주었다".
DV20의 개선된 모델인 DA20은 북미 시장을 위해 개발되었으며 캐나다에서 제조되었다. 최초의 캐나다산 DA20은 1995년에 인도되었다. 같은 해 플라이트 잡지의 최우수 경비행기 부문 이글 어워드를 수상했다. 1997년에는 500번째 DV20이 인도되었으며, 이 해에는 성능과 적재 능력이 향상된 DA20-C1이 출시되었다. DA20-C1 이클립스(DA20-C1의 개선 버전)도 생산에 들어갔다.
1998년, 모회사는 북미 사업의 명명 규칙과 더 잘 맞도록 다이아몬드 에어크래프트 GmbH로 이름이 변경되었다. 회사는 같은 해에 비너노이슈타트 동부 공항도 인수했다. 회사는 제품 라인을 더욱 확장하기 위해 여러 가지 새로운 항공기 유형을 계속 개발했다. 이러한 개발은 경쟁 제조업체들이 생산하는 기존 주요 제품 중 성능 면에서 어떤 동등한 제품도 없는 항공기를 제공하려는 회사 전체의 철학에 따라 이루어졌다. 이는 직접적인 정면 대결 경쟁 상황을 의식적으로 피하기 위한 조치였다.

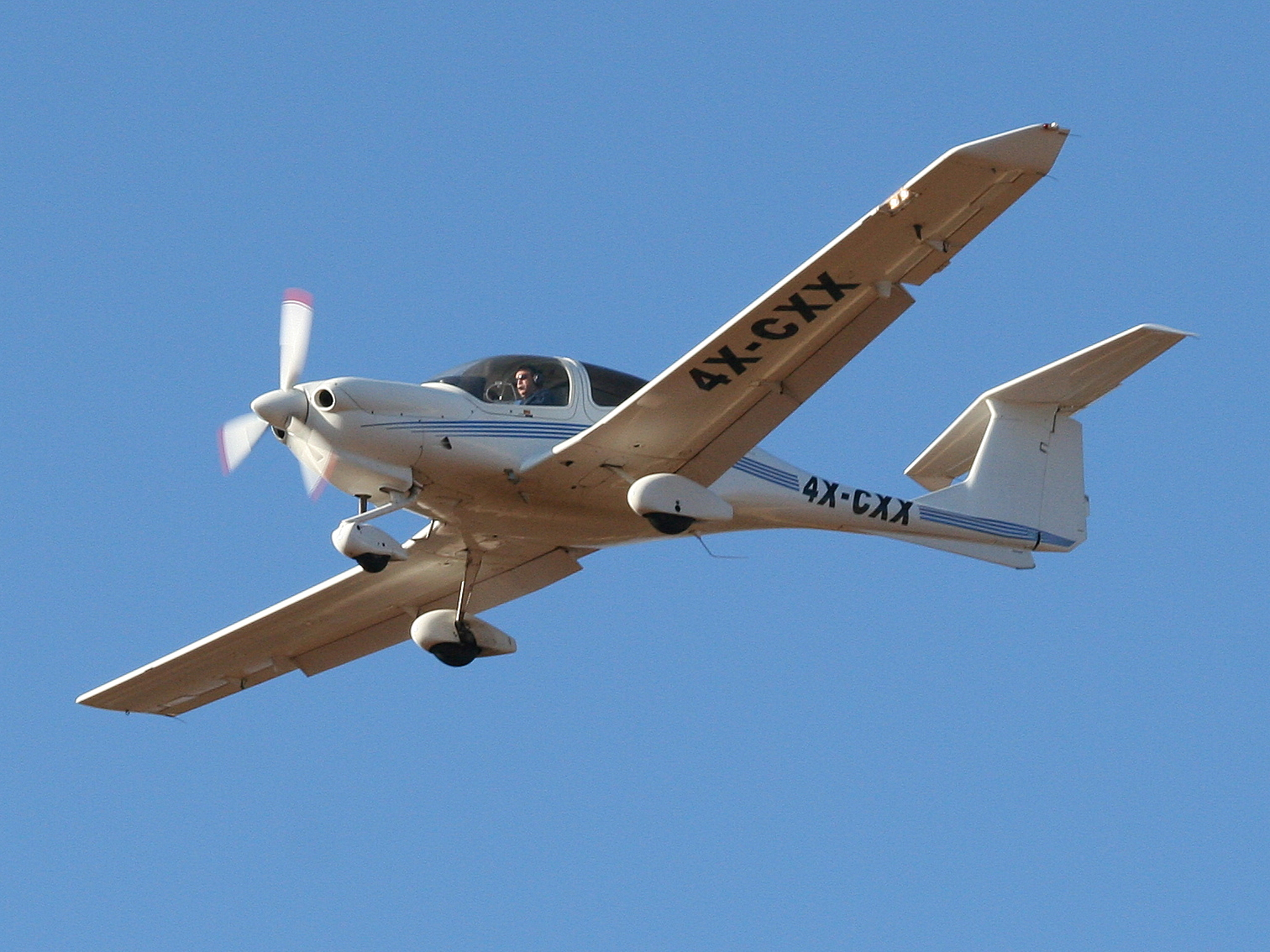
다이아몬드 DA40 4인승은 휘발유 또는 디젤 엔진으로 이용 가능

1997년, 4인승 IFR 항공기인 다이아몬드 DA40이 인증을 받았고, 2004년에는 쌍발 디젤 엔진 DA42가 뒤를 이었다. 플라이트 인터내셔널에 따르면, DA40은 당시 기본 구성의 DA40보다 훨씬 더 높은 구매 비용이 드는 많은 유사 항공기를 능가할 수 있었다. 2001년에 출시되었을 때, DA40TDI는 단일 디젤 기반 피스톤 엔진으로 구동되는 최초의 생산 항공기였다.

### 2000년대

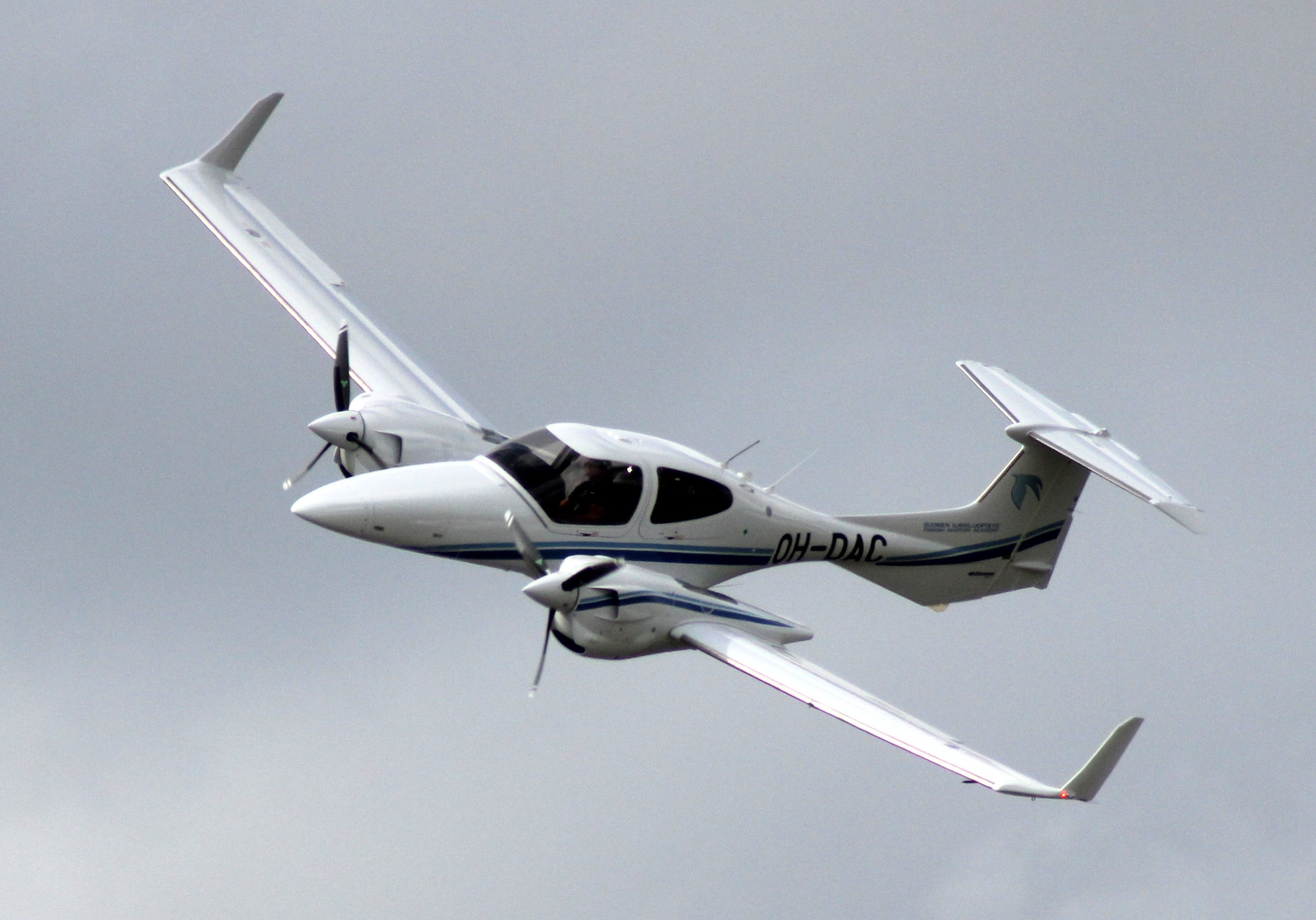
다이아몬드 DA42 트윈스타, 4인승 쌍발 디젤

2002년, 쌍발 디젤 엔진을 장착한 항공기인 다이아몬드 DA42 트윈 스타를 개발하는 새로운 프로그램이 시작되었다. 2004년 5월, DA42는 인증을 받았다. 서비스 개시 전에도 DA42에 대한 많은 주문이 이미 쌓여 있었고, 이 유형을 기반으로 한 전용 무인 항공기 (UAV) 플랫폼 개발 계획도 논의되었다. 이는 에어로노틱스 디펜스 도미네이터로 출시될 예정이었으며, 이는 중고도 장시간 (MALE) 무인 항공기 (UAV)로 항공 감시 임무에 사용되었다.

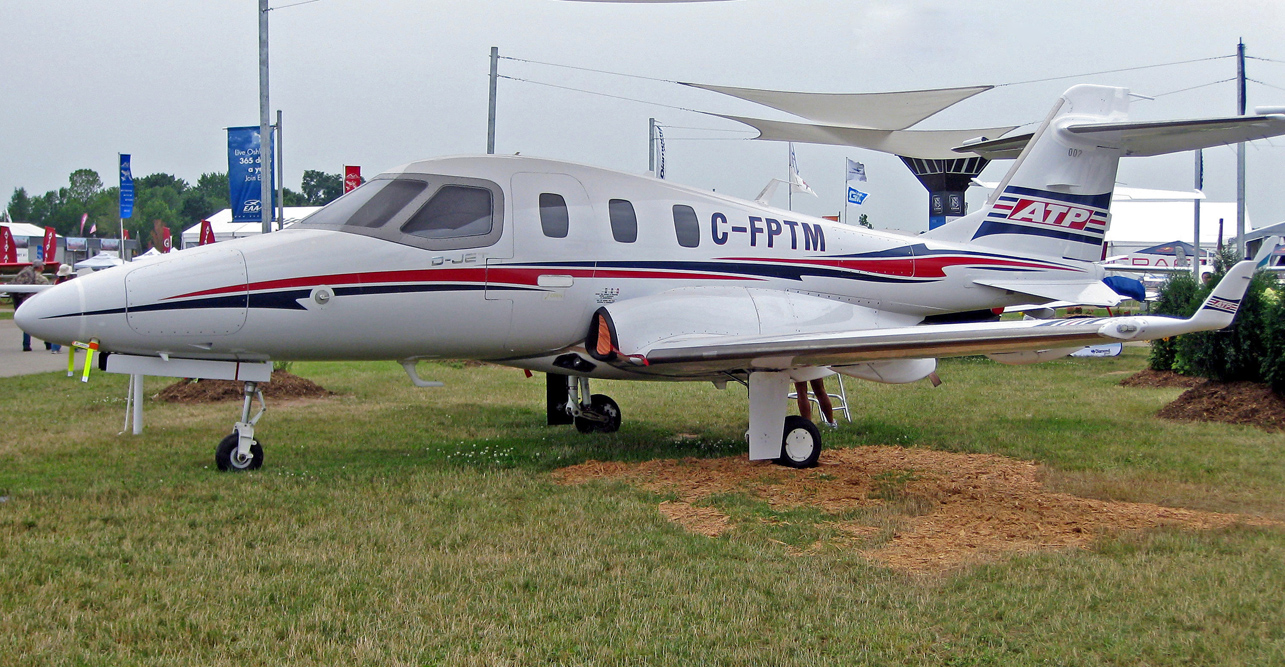
다이아몬드 D-젯, 5인승 단일 엔진 초경량 제트기, 개발 중단

2003년, 다이아몬드는 다이아몬드 D-젯으로 알려진 경량 제트기 프로그램 출시를 발표했다. 이 5인승 단일 엔진 제트 항공기는 신흥 초경량 제트기 시장을 겨냥했으며, 회사의 주요 다각화로 간주되었다. 그럼에도 불구하고 파이니그는 이 유형에 대한 잠재적 수요에 대해 자신감을 보였으며, D-젯 수요의 약 15%가 기존 다이아몬드 고객으로부터 올 것으로 예측했다. D-젯 개발은 회사의 대부분 프로그램과 달리 기술적 및 재정적 성격의 수많은 요인으로 인해 지연되었다.
2004년에 파이니그는 회사의 야망에 대해 "우리의 비전은 프로펠러 구동 단발 및 쌍발 항공기의 1위 제조업체가 되는 것이며, 5년 이내에 그 위치를 유지하는 것을 목표로 한다"고 밝혔다. 2001년 항공기 인도량은 총 176대였으며, 2003년에는 263대로 증가했다. 2004년에는 2008년에 연간 850대까지 인도량이 증가할 것으로 예측되었다. 2005년, 회사는 중화인민공화국에서 DA-40 경비행기를 생산하기 위한 합작투자 설립을 발표했다.
2004년, 회사는 오스트리아에 새로운 100,000 ft2 (9,300 m2) 복합재 시설을 개장했다. 이 시설은 DA42 및 개발 중인 D-젯의 날개와 동체 생산을 담당했으며, 연간 생산 능력을 600대로 늘리려는 다이아몬드의 야망을 지원했는데, 그 중 약 절반은 최종 조립을 위해 캐나다로 선적될 예정이었다. 또한 2004년에는 크로아티아의 바라주딘에 새로 건설된 공장에서 노동 집약적인 복합 부품 제조를 수행하기 위해 다이아몬드 에어크래프트 크로아티아(Diamond Aircraft Croatia)라는 공급 지향적인 자회사가 설립되었다.
2008년 12월, 세계 금융 위기로 인해 회사는 비너노이슈타트의 오스트리아 시설에서 100명의 직원을 해고했다. 당시 이 시설에는 전 세계 2,100명의 직원 중 700명이 고용되어 있었다. 일반 항공기 시장은 대침체의 영향으로 급락했다. 이 사건으로부터의 점진적인 회복은 여러 해가 걸렸으며, 다이아몬드의 기존 생산 라인 및 개발 프로그램에 여러 가지 영향을 미쳤다.

### 2010년대
2011년 3월, 다이아몬드 에어크래프트 캐나다의 사장 겸 CEO인 피터 마우러는 피스톤 엔진 판매가 2007년 대침체 시작 이후로 계속 부진하여 회사의 미래가 불확실하며 D-젯을 시장에 출시하는 것에 달려 있다고 밝혔다. D-젯 생산을 위해 회사는 2천만 달러의 사모 투자를 유치했으며, 온타리오주 정부로부터 추가로 3천5백만 달러의 약속을 받았다. 온타리오주 정부의 투자는 다이아몬드가 캐나다 정부로부터 추가로 3천5백만 달러를 확보하는 것을 조건으로 했다. 연방 및 주정부 대출이 모두 제공된다면, 이미 제공된 자금과 합쳐서 총 주 및 연방 정부 투자는 1억 달러가 될 것이었다. 마우러는 "연방 정부로부터 자금을 받지 못하면 우리는 어려운 상황에 처하게 될 것이다. 예를 들어, 최악의 경우 D-젯이 계속되지 못한다면 회사 운영의 나머지 부분에 부정적인 영향을 미칠 것이다. [부채는] 피스톤 판매만으로는 상환하기 매우 어려운 수준이다"라고 말하며 "여러분에게 추론을 맡기겠다"고 덧붙였다.
2011년 3월 말, 연방 선거가 한창 진행 중이었고 요청된 연방 정부 대출이 나올 기미가 보이지 않자, 회사는 런던에 있는 직원 213명을 해고했는데, 대부분 D-젯 프로그램에 종사하는 직원들이었다. 회사 CEO 피터 마우러는 "정부가 이 문제에 대해 긴급한 관심을 기울여 요청된 지원을 제공해주기를 바란다"고 밝혔다. 4월에 다이아몬드는 다음 4개월 동안 연방 정부로부터 임시 조치로 C$800만 달러가 필요하다고 밝혔다. 지역 캐나다 보수당 국회의원 에드 홀더는 다이아몬드의 소유주 크리스티안 드라이스가 지원이 없을 경우 연방 선거 직전에 런던 공장을 폐쇄하고 폐쇄를 발표할 것이라고 자신에게 말했다고 밝혔다. 드라이스는 그 대화를 부인했지만, 홀더는 그것이 사실이라고 주장하며 다이아몬드가 대신 주나 시에 자금을 요청할 것을 제안했다.
2011년 5월 2일 연방 선거에서 보수당이 다수 정부를 구성한 후, 산업부 장관 토니 클레멘트는 정부가 다이아몬드의 대출 요청을 거부했다고 발표했다. 클레멘트는 "우리는 납세자들의 돈을 관리하는 사람이며, 지금까지 2천만 달러의 납세자 돈을 위험에 빠뜨렸고, 추가로 3천5백만 달러를 늘리는 것은 현명하지 않다. 다이아몬드 회사가 런던에서 계속 활동하기를 바라며, 그 회사가 망하는 것을 원치 않는다"고 밝혔다. 마우러는 회사가 여전히 사모 투자 옵션을 모색하고 있지만 더 많은 시간이 필요하며, 그 동안 해고된 직원들을 계속 잃고 있다고 밝혔다. 그는 또한 "이 대출 없이는 런던에서 D-젯 프로그램이 위험에 처해 있다는 것을 분명히 해왔다. 다이아몬드의 미래가 위험에 처해 있다"고 말했다. 마우러는 다가오는 대출 상환 기일이 되면 회사가 프로펠러 항공기 판매만으로는 그 의무를 이행할 수 없으며, 자본 투입 없이는 D-젯을 시장에 출시할 수 없다고 밝혔다.
2011년 11월 13일, 다이아몬드는 회사의 캐나다 사업 부문인 다이아몬드 에어크래프트 홀딩스 캐나다의 대다수 지분이 두바이에 본사를 둔 투자 회사인 메드라르 금융 그룹에 미공개 금액으로 매각되었다고 발표했다. 이 조치는 회사의 피스톤 엔진 라인 생산을 지속하고 D-젯 프로젝트 개발을 계속할 수 있도록 하기 위한 것이었다. 이 투자 발표와 점진적으로 개선되는 경제 상황은 고객 신뢰를 높이는 듯했으며, 회사는 2011년 전년 대비 33%의 매출 증가를 기록했다. 다이아몬드는 2010년 139대였던 것에 비해 2011년에는 185대의 항공기를 인도했다.
그러나 메드라르(Medrar)에 대한 매각은 회사가 합의된 금액을 마련하지 못하여 완료되지 않았다. 다이아몬드는 자체 주주 자금으로 계속 운영되었다. 2013년 2월 말, 추가 운영 자금을 확보하지 못한 회사는 캐나다 직원 대부분을 해고하고 D-젯 프로그램 작업을 중단하며 회사의 재조직이 필요하다고 밝혔다. 항공기 주문 및 부품 지원을 완료하는 직원은 유지되었다. 2014년 중반까지 일부 직원은 업무에 복귀했다.
2012년 3월, 회사 CEO 크리스티안 드라이스는 2008-10년 경기 침체로 인해 회사의 시장 초점이 변경되었으며, 주로 DA42의 유인 및 무인 감시 버전에 대한 군사 및 정부 계약에서 수익의 3분의 2를 얻고 있다고 밝혔다. 2012년 4월, 회사는 자율 운영 헬리콥터 무인 항공기인 다이아몬드 히어로를 발표했다.
2016년 12월 13일, 다이아몬드는 다이아몬드 에어크래프트 캐나다 운영의 60% 지분을 중국 대기업 완펑 항공에 매각했다. 다이아몬드 에어크래프트는 이 매각을 "전략적 재투자"로 특징지었고, 이 조치가 중단된 D-젯 프로그램의 재평가를 가능하게 할 것이라고 밝혔다.

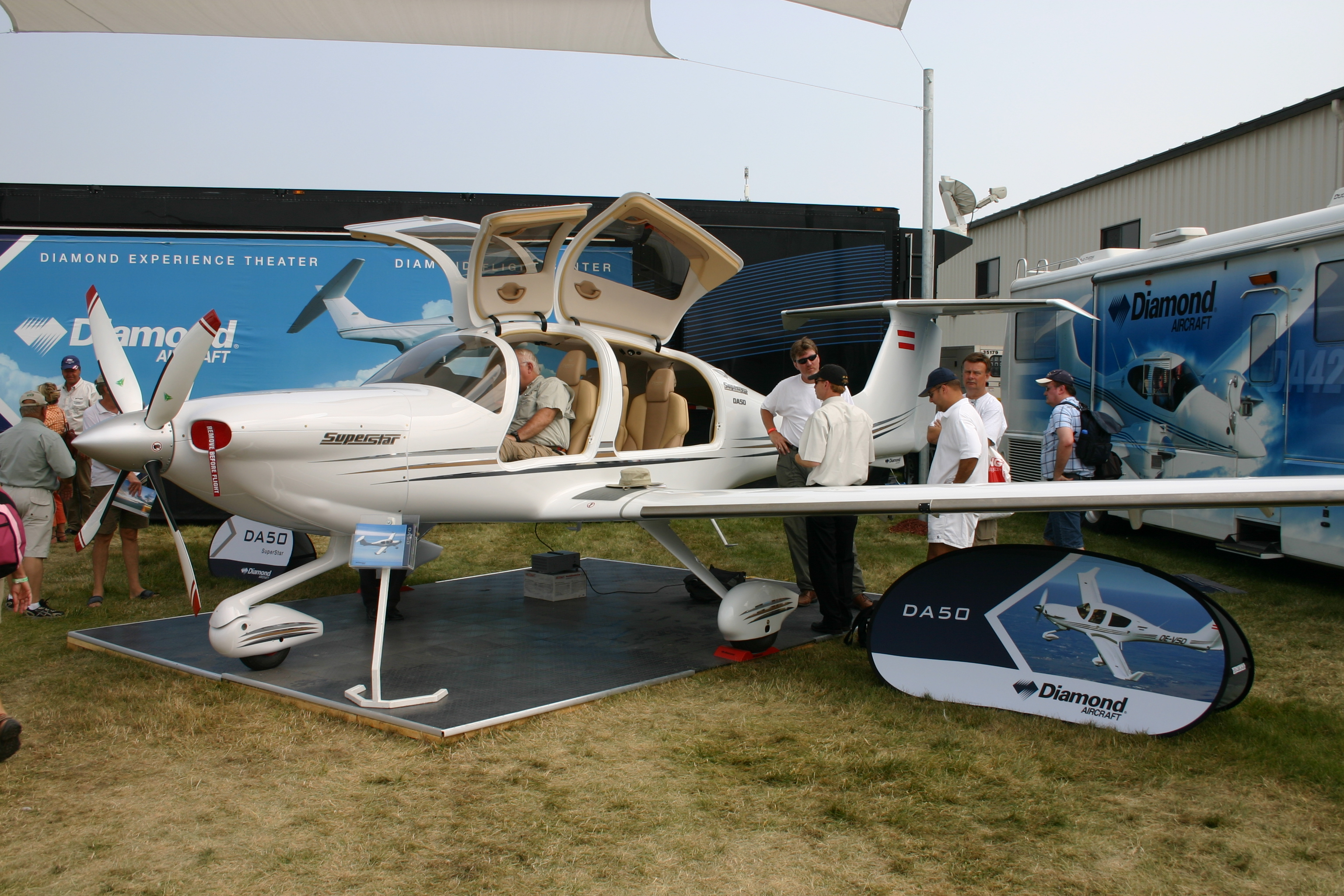
다이아몬드 DA50 5인승

2017년 4월 아에로 프리드리히스하펜 쇼에서 DA50의 디젤 변형과 함께, 복합재 다이아몬드 DART 280 경량 단일 피스톤 엔진 헬리콥터 개념이 출시되었다. 이 헬리콥터는 로빈슨 R44와 경쟁할 예정이며, 1,350 kg (2,980 lb)의 최대 이륙 중량과 280 shp (208 kW)의 4행정 제트 연료 엔진을 갖출 것이다. 첫 비행은 2018년 가을로 예정되어 있었고, 1년 후 인증이 예상되었지만 이는 이루어지지 않았다.
2017년 12월, 완펑 항공은 다이아몬드의 나머지 지분을 인수했다.
2018년 12월 MEBAA에서 사우디아라비아 국영 항공사-CAE Inc. 담맘 훈련센터는 가민 G1000 NXi 글라스 패널과 디젤 엔진이 장착된 단일 엔진 DA40 NG 및 쌍발 엔진 DA42-VI 60대를 5년에 걸쳐 인도받기로 주문했다.

### 연구
다이아몬드는 자동 착륙 절차를 시험하고 있으며, 하이브리드 전기 쿼드-틸트로터 프로토타입을 개발 중이다. 이는 E-Star에서 시험된 기술을 사용한다.

## 제품

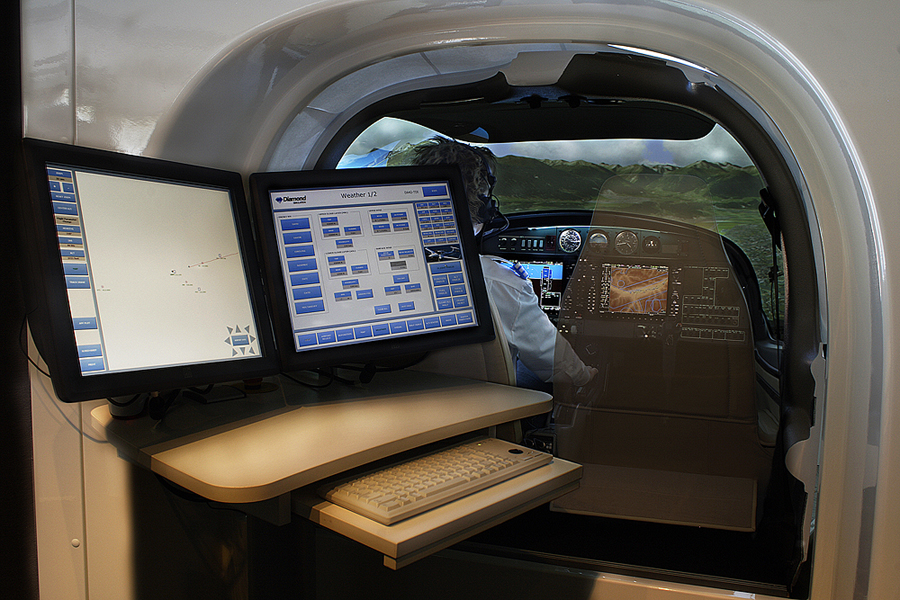
DAV42 시뮬레이터

### 시뮬레이터
- D-SIM-20
- D-SIM-40
- D-SIM-42
- D-SIM-D-JET

### 항공기
| 모델명                             | 첫 비행 | 생산 대수 | 유형                                      |
| ---------------------------------- | ------- | --------- | ----------------------------------------- |
| 다이아몬드 DA20/DV20               | 1991    | 1,000+    | 단일 피스톤 엔진 모노플레인 다용도 비행기 |
| 다이아몬드 DA40 스타               | 1997    | 2,200+    | 단일 피스톤 엔진 모노플레인 다용도 비행기 |
| 다이아몬드 DA42 트윈스타           | 2002    | 600+      | 쌍발 피스톤 엔진 모노플레인 다용도 비행기 |
| 다이아몬드 DA50                    | 2007    |           | 단일 피스톤 엔진 모노플레인 다용도 비행기 |
| 다이아몬드 DA62                    | 2015    | 100+      | 쌍발 피스톤 엔진 모노플레인 다용도 비행기 |
| 다이아몬드 DART 450                | 2016    |           | 단일 터보프롭 모노플레인 훈련기           |
| 다이아몬드 D-젯                    | 2006    | 3         | 단일 제트 엔진 모노플레인 비즈니스 비행기 |
| 다이아몬드 히어로                  | 2012    |           | 제안된 무인 항공기                        |
| 다이아몬드 HK36 디모나/DA36 E-Star | 1989    | 900+      | 단일 피스톤 엔진 모터 글라이더            |

## 같이 보기
- 시러스 에어크래프트
- 테크남